# Fehérfarkú csillagoskolibri
A fehérfarkú csillagoskolibri (Coeligena phalerata) a madarak osztályának sarlósfecske-alakúak (Apodiformes) rendjébe és a kolibrifélék (Trochilidae) családjába tartozó faj.

## Rendszerezése
A fajt Outram Bangs amerikai zoológus írta le 1898-ban, a Leucuria nembe Leucuria phalerata  néven.

## Előfordulása
Dél-Amerika északi részén, Kolumbia kis területén honos. A természetes élőhelye szubtrópusi és trópusi hegyi esőerdők.

## Megjelenése
Átlagos testhossza 14 centiméter.

## Életmódja
Nektárral táplálkozik.

## Külső hivatkozások
- Képek az interneten a fajról
- Internet Bird Collection - videók a fajról